# تييري ماري
تييري ماري (بالفرنسية: Thierry Marie)‏ ولد بتاريخ 25 يونيو 1963 في فرنسا، هو دراج فرنسي سابق في صنف سباق الدراجات على الطريق. سبق أن شارك في دورة الألعاب الأولمبية الصيفية.

## سجل النتائج

### سباقات أو مراحل فاز بها
- طواف فرنسا
- طواف إيطاليا

## روابط خارجية
- تييري ماري على موقع أرشيف الدراجات (الإنجليزية)
- تييري ماري على موقع إحصائيات الدراجات الإحترافية (الإنجليزية)
- تييري ماري على موقع أوليمبيديا (الإنجليزية)